# 若望七世
教宗若望七世（拉丁語：Ioannes PP. VII；约650年—707年10月18日）原名不可考，705年3月1日至707年10月18日在位為教宗。

## 譯名列表
- 若望七世：天主教香港教區禮儀委員會：禧年專頁 （页面存档备份，存于）、香港天主教教區檔案　歷任教宗、《大英簡明百科知識庫》2005年版、國立編譯舘 （页面存档备份，存于）作若望。
- 约翰七世：《世界人名翻譯大辭典》1993年版作約翰。